# استیو بل
استیو بیل (Steve Bell) (زادهٔ ۲۶ فوریه ۱۹۵۱)، یک کارتونیست مطبوعاتی اهل انگلستان است که کارهای وی در روزنامه گاردین و سایر روزنامه‌ها منتشر می‌شود. او برای داشتن نظریات چپ‌گرا معروف است.

## دوران کودکی
بیل که متولد والتامستو در شهر لندن و بزرگ شدهٔ اسلاو بود، با خانواده خود در ۱۹۶۸ میلادی به یورک‌شر شمالی نقل مکان نمود، جای که به عنوان یک هنرمند در کالج هنرهای تیسیدی آموزش دید. وی در ۱۹۷۴ میلادی در رشته فیلم‌سازی و هنر از دانشگاه لیدز فارغ‌التحصیل گردیده و در ۱۹۷۵ میلادی به عنوان استاد هنر در کالج سنت لوک، اکستر (حالا معروف به کمپس سنت لوک در دانشگاه اکستر) آموزش دید.
او برای مدت یک سال به تدریس هنر در بیرمنگام مشغول گردید و پس از آن از شغل خود در ۱۹۷۷ میلادی استعفا داد، تا به عنوان یک کارتونیست آزاد کار نماید.

## کارتونیست
هنگامی که هنوز مشغول تدریس بود، بیل برخی کارهای بدون مزد را برای مجله بیرمنگم برادساید انجام می‌داد و کارتون تولید می‌کرد، از جمله داستان مصور مکسویلِ جهش‌یافته که هر بار با نوشیدن یک مقدار اندک نوشیدنی ایل، به یک شخص متفاوت مبدل می‌گردید.
وی در دانشگاه با یک دانشجوی دیگر به‌نام کیپر ویلیامز که نیز یک کارتونیست آزاد بود، دوست شده بود. بیل روش وی را تعقیب نموده و از برخی آشنایان وی استفاده کرد، هرچند کارهای بیل چندین بار توسط مجله بیانو رد گردید، اما او توانست برای یک قسمت سال ۱۹۷۸ میلادی با ادامه دادن به داستان مصور دیک دوبی، مرد عقب و جلو برای مجله ووپی! کار دارای مزد خود را حفظ نماید. وی به‌طور مکرر تلاش کرد تا کاری در مجله مشهور لندن به‌نام تایم اوت بی‌آبد. زمانی که دوره نخست‌وزیری مارگارت تاچر در می ۱۹۷۹ آغاز گردید، ویراستار اخبار این روزنامه به‌نام دونکان کمپ‌بیل از بیل دعوت کرد تا در مورد حکومت جدید داستان‌های مصور بسازد. داستان مصور مزرعه مگی با شخصیت‌های حیوانی از ۱۹۷۹ تا می ۱۹۸۱ در مجله تایم اوت به چاپ رسید و بعداً از اکتبر ۱۹۸۱ در مجله سیتی لیمتس منتشر شد. بیل در جریان ۱۹۸۰ و ۱۹۸۱، یک داستان مصور دیگر به‌نام خدای متعال (Lord God Almighty) برای مجله د لیولَر تولید کرد. وی در ۱۹۸۰ میلادی، آهنگ ایوان با جی.آی. جو آشنا می‌شود که شعر داخل آلبوم سه‌گانه ساندینیستا! از گروه دَ کلش بود، را با استفاده از کارتون تفسیر کرد.
بهترین کار شناخته شده وی، احتمالاً داستان مصور وی تحت عنوان اگر… است که از ۱۹۸۱ تا ۲۰۲۱ میلادی در روزنامه گاردین به چاپ می‌رسید و خود وی نیز از میانه‌دهه ۱۹۹۰ میلادی به عنوان کارتونیست اصلی این روزنامه کار می‌کند.
مجموعه‌های از کارتون‌های وی به نشر رسید، وی همچنین در همکاری با سایر نویسندگان، کتاب‌های نیز به چاپ رسانده‌است. او در همکاری با باب گادفری، فیلم‌های متحرک (animated films) کوتاه ساخته‌است، از جمله کارتون‌های کوتاه زنده تحت عنوان، مارگارت تاچر – من کجا هستم؟ برای تلویزیون چینل ۴ در ۱۹۹۹ میلادی برای گرامی‌داشت از ۲۰مین سال‌گرد به قدرت رسیدن تاچر. وی همچنین در یک برنامه رادیوی برای بحث در مورد زندگی کاریکاتوریست قرن هجدهم به‌نام جیمز گیلری، ظاهر شده‌است. او در اوایل حرفه خود، داستان مصور گریملینز که در مجله کمدی انگلیسی به‌نام جک‌پات منتشر می‌گردید، را نوشت و نقاشی کرد.
تقلیدهای هنری بیل شامل تقلیدهای ذیل است: خواب منطق هیولا بار می‌آورد اثر گویا (در یک کارتون سرمقاله‌ای در مورد حزب استقلال پادشاهی متحد)؛ دروازه کاله اثر ویلیام هوگارت در مورد تحریم صادرات گوشت از انگلستان پس از شیوع بیماری برفکی و بیماری جنون گاوی؛ و – قبل از انتخابات سراسری ۲۰۰۵، زمانی که برای مدت کوتاه به نظر می‌رسید که حزب لیبرال دموکرات امکان دارد به‌طور جدی حزب کارگر را تهدید نماید – تمرر جنگ‌جو اثر ویلیام ترنر که در آن چارلز کنیدی سر زنده به عنوان یک کشتی یدک‌کش تونی بلیر مخروبه را با تار می‌کشد. بیل یک روز پس از مرگ مارگارت تاچر، در ۹ آوریل ۲۰۱۳، از تصویری که توسط گوستاو دوره نقاشی شده و در آن فاریناتا را در شعر اول دانته نشان می‌دهد، برای کارتون خود استفاده نمود، در این کارتون وی روی تاچر یک حباب صحبت مانده که در آن نوشته‌است «چرا این چاه هنوز باز است» ؟این گفته اشاره به بسته‌شدن معادن زغال سنگ پس از اعتصاب معدنچیان در ۱۹۸۴–۱۹۸۵ میلادی دارد.
کارتون‌های بیل معمولاً حاوی کاریکاتورهای گروتسک (عجیب و غریب) می‌باشد که بعضاً باعث بروز مناقشه و بعضاً هم مورد تحسین منتقدان واقع می‌شود. در جریان درگیری ۲۰۱۲ میان اسرائیل و غزه، روزنامه گاردین یک کارتون از بیل را منتشر کرد. که در آن نخست‌وزیر اسرائیل، بنیامین نتانیاهو به عنوان یک عروسک گردان نشان داده شده بود که ویلیام هیگ و تونی بلیر را کنترل می‌کرد. دیو ریچ که برای تراست امنیت اجتماعی (Community Security Trust) وبلاگ می‌نویسد، بیان داشت که این تصویر با تصاویری که در نشریه‌های نازی و سایر نشریه‌های ضد یهود منتشر می‌گردید، قابل مقایسه است. اگرچه بیل از کارتون خود دفاع کرد، اما ویراستار خوانندگان این روزنامه به‌نام کریس الیوت در مقاله‌ای در ۲۵ نوامبر اظهار داشت که: «هرچند خبرنگاران و کارتونیست‌ها باید آزاد باشند تا نظر خود را در مورد فرصت طلب و مکار بودن نتانیاهو بیان نمایند، اما از نظر من آن‌ها نباید از زبان – شامل زبان دیداری – کلیشه‌ای ضد یهود استفاده کنند. کمیسیون شکایات رسانه‌ای انگلستان، ۲۲ شکایت دریافت کرد، اما این کمیسیون در ۱۹ دسامبر بیان داشت که قادر نیست موضوع را بیشتر پی‌گیری نماید.
چندی قبل از انتخابات سراسری ۲۰۱۵ بریتانیا، خشم شدید در توئیتر در مورد یک داستان کارتون اگر… به‌میان آمد، در این کارتون نشان داده شده بود که رهبر حزب ملی اسکاتلند (SNP) به‌نام نیکولا استورجن هرگونه مصالحه در مورد «خواسته اصلی» خود که عبارت از «زنای با محرم و رقص محلی اسکاتلندی» بود را رد می‌کند. توئیت‌های بی‌شماری به بیل برچسب نژادپرستی زدند، در حالی‌که برخی‌های دیگر گفتند که این کارتون نسبت به سایر کارتون‌های که وی سیاست‌مداران را در آن به تمسخر می‌گیرد، خشم‌آور تر نیست. حدود بیش از ۳۰۰ شکایت به روزنامه گاردین رسید و نزدیک به ۱٬۰۰۰ نظریه (کامنت) در زیر کارتون آنلاین نوشته شد که اغلب منفی بودند. کامنت‌ها بیشتر به نقل قولی منتسب به سر آرنولد باکس بود که گفته بود دوست اسکاتلندی‌اش به وی بیان نمود که «شما باید در یک مقطع هر چیزی را یک‌بار تجربه کنید، به‌جز از زنای با محرم و رقص محلی اسکاتلند». در جریان همه‌پرسی استقلال اسکاتلند در ۲۰۱۴، داستان کارتون بیل پیکار «بلی» استورجن را به نمایش کشید که در آن گفته شده بود «نه به نه گفتن… و بلی به بلی گفتن؛ ملی‌گرایی، سوسیالیسم: آن‌ها بسیار خوب باهم کنار می‌آیند!!».
در ژوئیه ۲۰۱۹، پس از این‌که یک کارتون اگر… وی توسط گاردین به نشر نرسیده بود، بیل یک ایمیل قهرآمیز به این روزنامه فرستاد. در این کارتون معاون رهبری حزب کارگر به‌نام تام واتسون به دلیل این‌که از رویه ضد یهودگرایی در حزب کارگر نقد می‌کرد، به عنوان «جنرال یابنده ضد یهود» به تصویر کشیده شده بود.
در ژوئن ۲۰۲۰، هنگامی‌که وزیر کشور، پریتی پتل تجربه‌های خود از نژادپرستی را در مجلس اعیان فهرست می‌کرد، به یک کارتون از بیل که در گاردین منتشر شده بود و در آن وی به عنوان «یک گاو چاق با حلقه‌ای در بینی‌اش» به تصویر کشیده شده بود، اشاره نموده و بیان داشت که «این کارتون نه تنها نژادپرستانه است، بلکه هم از نظر فرهنگی و هم از نظر دینی، توهین‌آمیز است».
در ۱۵ ژوئیه ۲۰۲۰، گاردین اعلام نمود که به دلیل ضرر منتظره ناشی از پاندمی ویروس کرونا، این روزنامه برنامه دارد تا برخی کارکنان را برکنار نماید. گروه مطبوعات (Media) گفت که «ما در جریان مشاوره‌های جمعی با کارکنان خود و نمایندگان اتحادیه‌های تجاری، روی تمامی پیشنهادهای خود، از جمله شرایط اخراج کارکنان، بحث خواهیم کرد». شبکه‌های اجتماعی آنلاین از جمله توئیتر، بدون دریافت تأییدی از روزنامه گاردین یا خود بیل، این شایعه را پخش کردند که قرارداد سالانه بیل (که قرار بود در ۲۰۲۱ خاتمه یابد) تجدید نخواهد شد. بیل به روزنامه پریس گزیتی انگلستان گفت که قرارداد سالانه کار آزاد وی همیشه یک فرایند مورد مذاکره بوده‌است. از مدتی بدین‌سو، وی با سردبیر، کترین وایرن، در مورد کاهش حجم کاری خود در حال صحبت بوده‌است و «با تاسف که پس از ۳۹ و نیم سال، این احتمالاً پایان داستان مصور «اگر…» است که من به شدت از انجام آن لذت می‌بردم، اما انجام این کار دیگر برای مرد کهن‌سالی مثل من بسیار کار دشوار است، به ویژه با رنگ پردازی کامل. من واقعاً امیدوارم تا بعد از ماه آوریل سال آینده دوباره روی کارتون‌های سرمقاله‌ای کار کنم».
کمیسیون برابری و حقوق بشر در اکتبر ۲۰۲۰، حزب کارگر را در رابطه به چگونگی برخورد آن با ضدیهودی‌گرایی متهم به شکستن قوانین برابری نمود. جرمی کوربین گفت که این مشکل توسط سیاست‌مداران مخالف «به‌طور نمایشی اغراق‌آمیز بیان شده‌است» و بلافاصله عضویت آن به حالت تعلیق درآمد. بیل، کارتونی را تولید نمود و در روزنامه گاردین چاپ شد که در آن کی‌یر استارمر سر کوربین را در یک بشقاب بیضی تقدیم می‌کرد، این کارتون الهام گرفته از نقاشی سالمه با سر بریده سن جان تعمیدگر اثر کاراواجو و یکی از داستان‌های انجیل عهد جدید بود. روزنامه گاردین ۳۲ شکایت مبنی بر ضدیهودی‌گرایی دریافت کرد. عضو حزب کارگر به‌نام لورد اندرو آدونیس این کارتون را «منزجرکننده» خواند.